# Chloe Cowen
Chloe Cowen (Newcastle upon Tyne, 8 de junio de 1973) es una deportista británica que compitió en judo. Ganó cinco medallas en el Campeonato Europeo de Judo entre los años 1993 y 2000.

## Palmarés internacional
| Campeonato Europeo | Campeonato Europeo      | Campeonato Europeo | Campeonato Europeo |
| Año                | Lugar                   | Medalla            | Categoría          |
| ------------------ | ----------------------- | ------------------ | ------------------ |
| 1993               | Atenas (Grecia)         | Medalla de plata   | –66 kg             |
| 1997               | Ostende (Bélgica)       | Medalla de plata   | –72 kg             |
| 1998               | Oviedo (España)         | Medalla de bronce  | –78 kg             |
| 1999               | Bratislava (Eslovaquia) | Medalla de bronce  | –78 kg             |
| 2000               | Breslavia (Polonia)     | Medalla de plata   | –78 kg             |